# Rhophitulus evansi
Rhophitulus evansi är en biart som först beskrevs av Ruz och Chiappa 2004.  Rhophitulus evansi ingår i släktet Rhophitulus och familjen grävbin. Inga underarter finns listade i Catalogue of Life.